# Isaak Jogues

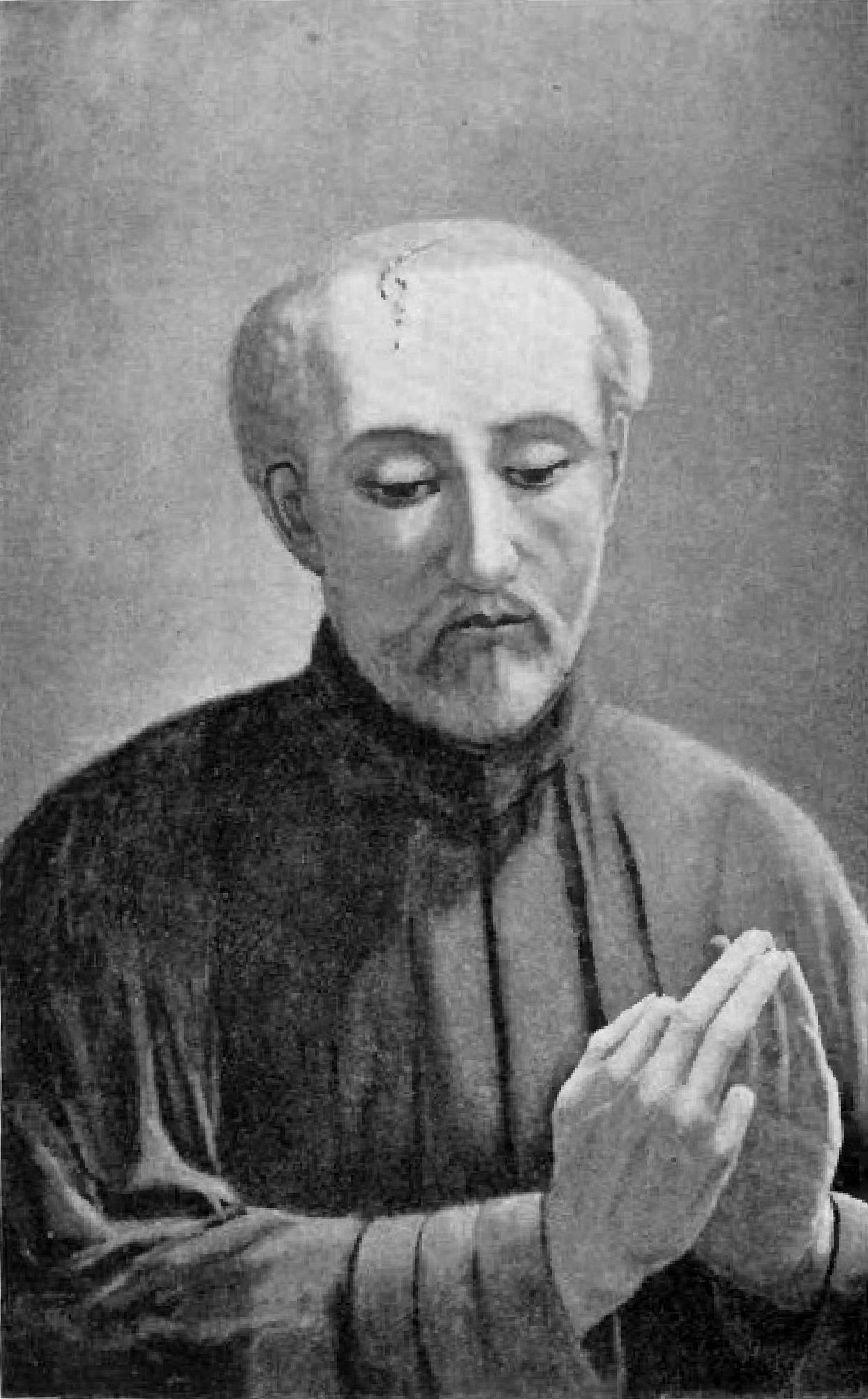
Isaak Jogues dargestellt mit einer Kopfwunde durch den tödlichen Tomahawk-Schlag, Fotogravur nach einem Ölgemälde von Donald Guthrie McNab, wohl um 1900.

Isaak Jogues S.J. (* 10. Januar 1607 in Orléans; † 18. Oktober 1646 in Ossernenon, heute Auriesville (New York)) war ein französischer Priester und Missionar. Er wird zusammen mit seinen Gefährten in der römisch-katholischen Kirche als Heiliger und Märtyrer verehrt. Als Gruppe sind sie als die Kanadischen Märtyrer bekannt.

## Leben
Isaak Jogues war der Sohn eines wohlhabenden Weinhändlers in Orléans. Er besuchte die Schule der Jesuiten in seiner Geburtsstadt und trat im Oktober 1624 in das Noviziat der Jesuiten in Rouen ein. Er wurde 1636 als Indianermissionar nach Kanada entsandt und wirkte in der heutigen Provinz Québec als Missionar unter den Wyandot am Huronsee in Missionsstationen, die von Jean de Brébeuf gegründet worden waren. 1642 wurde er von Irokesen gefangen genommen und misshandelt, konnte jedoch einige von ihnen bekehren und taufen. Nachdem ihm mit Hilfe des calvinistischen Kommandanten von Nieuw Amsterdam, Arent van Corlaer (1619–1667), die Flucht gelungen war, kehrte er nach Frankreich zurück. Am 5. Januar 1644 erreichte er die Jesuitenniederlassung in Rennes.
Im Frühjahr 1644 reiste er ein weiteres Mal nach Kanada, um dort Frieden zwischen Franzosen und Mohawk zu stiften. Dabei geriet er jedoch in die Gefangenschaft der Mohawk und wurde von diesen getötet. Gemeinsam mit Jean de Lalande starb er den Märtyrertod durch einen Tomahawk-Schlag auf den Kopf.

## Nachwirkung
Isaak Jogues wurde zusammen mit sieben weiteren Missionaren des Jesuitenordens, den Kanadischen Märtyrern, am 21. Juni 1925 selig- und am 29. Juni 1930 von Papst Pius XI. heiliggesprochen. Isaak Jogues und seine Gefährten gelten als Schutzheilige Nordamerikas. Sie werden besonders in Kanada und in den Vereinigten Staaten verehrt. Nach dem Heiligenkalender der römisch-katholischen Kirche wird ihr Gedenktag am 19. Oktober gefeiert.